# شيماء هريدي
شيماء هريدي (مواليد 1 يناير 1991) هي ربّاعة مصرية، مثّلت مصر في أولمبياد ريو دي جانيرو 2016 في منافسات رفع الأثقال فئة +75 كجم سيدات وحققت المركز الرابع بإجمالي ما رفعته 278 كجم.

## روابط خارجية
- شيماء هريدي على موقع الاتحاد الدولي (الإنجليزية)
- شيماء هريدي على موقع اللجنة الأولمبية الدولية (الإنجليزية)
- شيماء هريدي على موقع أوليمبيديا (الإنجليزية)